# Lietta Tornabuoni
Lietta Tornabuoni est une critique cinématographique et essayiste italienne née à Pise (Toscane) le 24 mai 1931 et morte à Rome (Latium) le 11 janvier 2011.

## Biographie
Née à Pise le 24 mars 1931 dans une vieille famille aristocratique, fille de militaire, elle commence sa carrière journalistique en 1949. À l'âge de 18 ans, elle entre à l'hebdomadaire Noi Donne. Entre 1954 et 1957, elle est correspondante de l'hebdomadaire Il Lavoro de la CGIL, dirigé par Gianni Toti (it). En 1956, elle collabore avec Novella et, par la suite, avec L'Espresso, L'Europeo, La Stampa et le Corriere della Sera (de 1975 à 1978). Reporter et critique de cinéma, elle a également publié des ouvrages sur le cinéma et la télévision. Elle était particulièrement liée à Turin, en tant que correspondante du journal turinois La Stampa, au festival du film de Turin et aux nombreuses initiatives du musée national du cinéma et des principales activités cinématographiques de la ville. Sœur du peintre Lorenzo Tornabuoni, en décembre 2010, elle a été hospitalisée au Policlinico Umberto I de Rome à la suite d'une chute ; elle est décédée le 11 janvier 2011, à l'âge de 79 ans.

## Publications
- Sorelle d'Italia: l'immagine della donna dal '68 al '78, Bompiani, 1977 - avec Stefano Reggiani
- Era Cinecittà: vita, morte e miracoli di una fabbrica di film, Bompiani, 1979 - avec Oreste Del Buono
- Album di famiglia della TV: 30 anni di televisione italiana, Mondadori, 1981 - avec Oreste Del Buono
- '90 al cinema, Einaudi, 1990
- Federico Fellini. La voce della luna, La Nuova Italia, 1990, ISBS 9788822108807
- '91 al cinema, Einaudi, 1991
- '92 al cinema, B.C. Dalai Editore, 1992
- '93 al cinema, B.C. Dalai Editore, 1993
- '94 al cinema, B.C. Dalai Editore, 1994
- '95 al cinema, B.C. Dalai Editore, 1995
- '96 al cinema, B.C. Dalai Editore, 1996
- '97 al cinema, B.C. Dalai Editore, 1997
- '98 al cinema, B.C. Dalai Editore, 1998